# Stipa elegantissima
Stipa elegantissima är en gräsart som beskrevs av Jacques-Julien Houtou de La Billardière. Stipa elegantissima ingår i släktet fjädergrässläktet, och familjen gräs. Inga underarter finns listade i Catalogue of Life.